# ویکو کانکونن
ویکو کانکونن (انگلیسی: Veikko Kankkonen؛ زادهٔ ۵ ژانویه ۱۹۴۰) اسکی‌باز اسکی پرش اهل فنلاند بود.
وی در مسابقات کشوری و بین‌المللی در مجموع برندهٔ ۱ مدال طلا، ۱ مدال نقره شده‌است.